# El Pont d'Armentera
El Pont d'Armentera è un comune spagnolo situato nella comunità autonoma della Catalogna.